# Hýl obecný
Hýl obecný (Pyrrhula pyrrhula) je středně velký zpěvný pták z čeledi pěnkavovití. Můžeme ho nejčastěji spatřit v zimě na jeřabinách nebo javorech, kdy je díky svému pestrému zbarvení nápadnější, častěji slétá na zem a žije většinou v hejnech, v kterých se občas zdržují i jiné druhy hýlů. V létě tento plachý pták žije skrytě v korunách stromů nebo v hustě zarostlých keřích a na zem slétá jen zřídkakdy (častěji, pokud dozrávají např. borůvky).

## Popis
- Délka těla: 17–⁠19 cm
- Rozpětí křídel: 27 cm
- Hmotnost: 25 g

Hýl obecný je nezaměnitelný zavalitý pták s šedým hřbetem, černobílými křídly, černým ocasem, temenem hlavy a nápadně silným zobákem, bílým kostřecem a hnědočernými končetinami. Samec má břišní stranu těla červenou, samice šedohnědou. Mladí jedinci mají šedohnědou hlavu a postrádají tmavé temeno.

## Hlas
Jeho nejčastěji slyšitelným hlasovým projevem bývá kovově hvízdavé „kjí“ nebo „dý“. Při zpěvu se ozývá měkkými a protáhlými tóny.

## Rozšíření

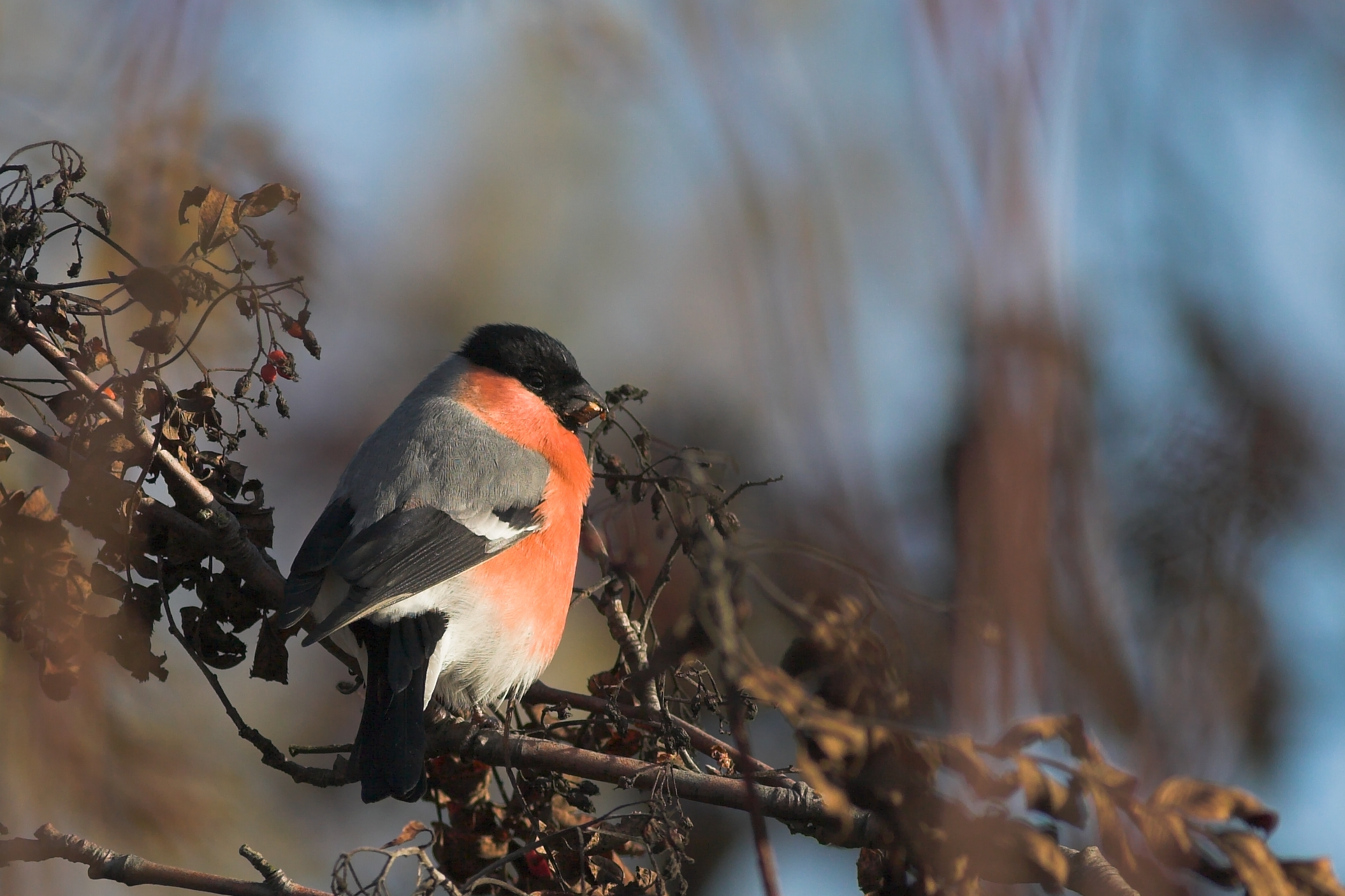
Samec hýla obecného na podzim

Vyskytuje se téměř na celém území Evropy (od Skandinávie po Středomoří) a Asie. V České republice jde o běžného pěvce vystupujícího až po horní hranici lesa. V posledních letech byl však u naší populace zaznamenán mírný pokles, který je zapříčiněn ztrátou přirozeného biotopu. Na většině areálu svého rozšíření je stálý, na zimu migrují směrem na jih pouze populace ze severních oblastí.

## Prostředí
Žije v jehličnatých i smíšených lesích, na jejich okrajích, v parcích a v zahradách.

## Hnízdění

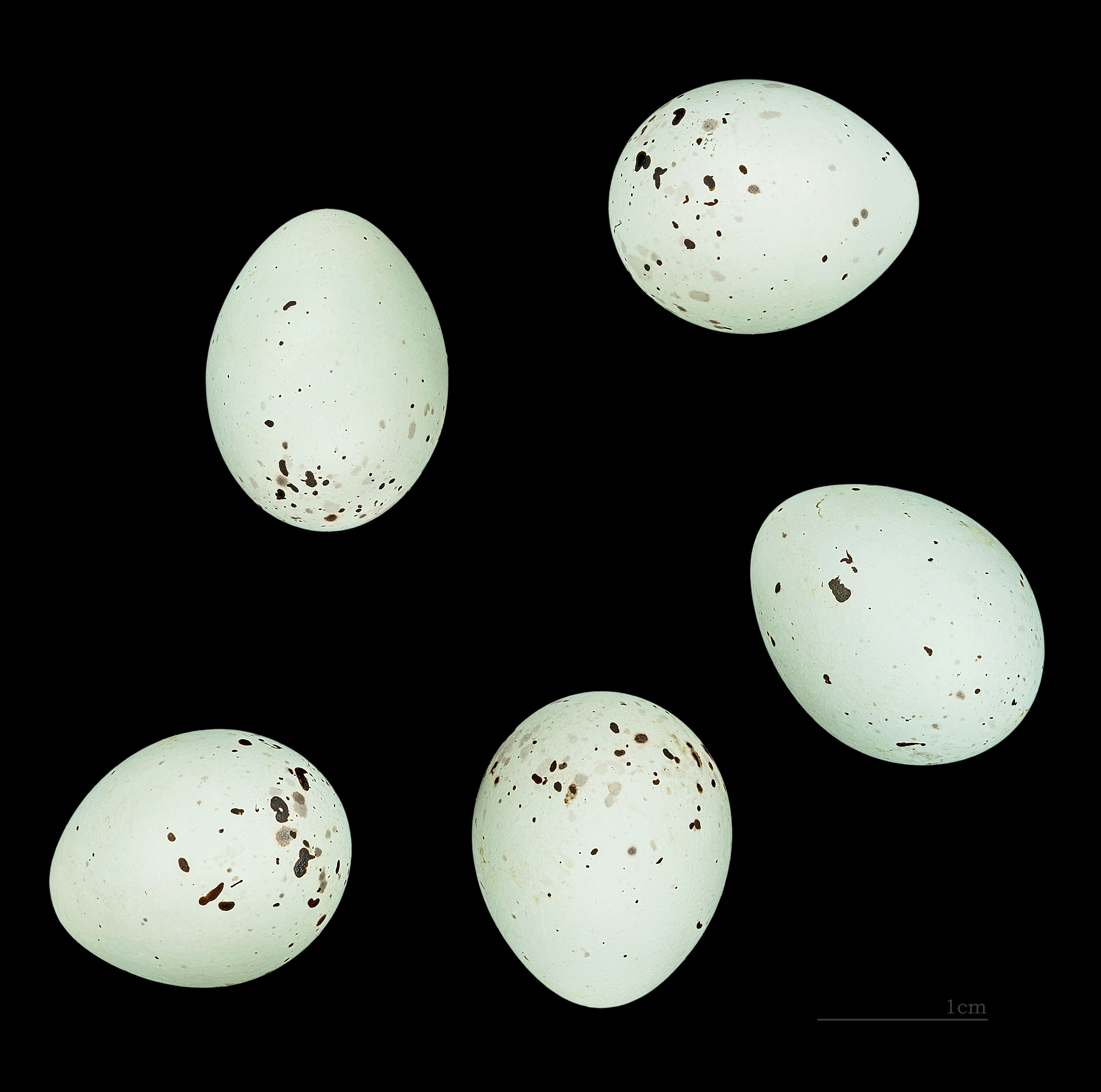
Pyrrhula pyrrhula

Dobře vystlané hnízdo si staví nejčastěji na jehličnatých stromech nebo středně vysokých keřích ve výšce 1,5–⁠6 m, často v blízkosti lesních potoků. Během dubna klade 4–⁠5 vajec o velikosti 16 × 17 mm, na kterých sedí 12–⁠14 dní. O mláďata pečují po dobu 2 týdnů oba rodiče.

## Potrava
Jde o typického semenožravce, s oblibou v menší míře konzumuje i zelené části rostlin a pupeny, na které na jaře často chodí do ovocných sadů, kde díky této vlastnosti nepatří mezi zrovna oblíbené hosty. Oblíbenou potravou jsou semena šeříku, javorů, jasanů, jeřábů i běžných jehličnanů. Mláďata krmí semeny smetánky, jilmů, nezralými borůvkami nebo jahodami a hmyzem (mšice). V zajetí s oblibou konzumuje zelený hrášek.

## Kulturní význam a chov

Odlišné zbarvení samice (vlevo) a samce (vpravo) hýla obecného

Hýl obecný byl odedávna pro svůj atraktivní vzhled i schopnost naučit se flétnovým hlasem pískat různé melodie s oblibou chován v klecích. V zajetí si své majitele získával neobyčejnou přítulností a krotkostí. Pro svou důvěřivost snadno upadal do čižbářských léček. Proto se slovo „hejl“ stalo ve slangu označením pro důvěřivého naivku, kterého není těžké oklamat. Příjmení Hejl, Hylský nebo Hýlovský nebo místní jména Hejlov, Hýlov svědčí o pozornosti, kterou naši předci hýlům věnovali stejně jako rčení „věšet lidem hejly či bulíky na nos“.
Velmi obtížné je získat křížence s jinými pěnkavovitými ptáky. Pokud se křížení (vždy samice hýla s jiným ptákem) podaří, výsledkem bývají krásně zbarvení kříženci neobvyklého vzhledu.
I v současnosti jsou chováni a dále rozmnožováni jedinci v přímé péči člověka pocházející z registrovaných chovů (v souladu s platným zákonem na ochranu přírody a krajiny). Odchovy se lépe daří ve voliérách (cca 1,8 × 1,8 × 0,8m). Takový chov je cenným zdrojem poučení a i informací o bionomii druhu. V zajetí se objevují vedle přírodně zbarvených ptáků také barevné mutace.